# 得成寺 (富岡市)
得成寺（とくじょうじ）は、群馬県富岡市にある真言宗豊山派の寺院。

## 歴史
平安時代前期、小野小町の開基という。小町は晩年、余生を送るために故郷の出羽国（現・秋田県）に向かっていた。ところが当地で病を得て、庵でしばらく療養していた。その庵が当寺の起源であるといわれている。当地には元々「小野」という豪族がおり、それが小町開基説を生んだ理由ともいう。
1222年（貞応元年）、心全律師は高野山金剛峯寺より不動明王を勧請して寺院として整備した。
江戸時代中期、亮賢により中興された。亮賢は当寺で出家し、大和国（現・奈良県）の長谷寺で仏法を学んだ。そして江戸幕府第3代将軍徳川家光の側室お玉の方（後の桂昌院）より加持祈祷を依頼され、男子を授かった。その子は後の第5代将軍徳川綱吉となった。これにより亮賢の名声は高まり、出身の寺である当寺も寺領30石が与えられることになった。

## 文化財
- 木造不動明王坐像（群馬県指定重要文化財 平成11年4月30日指定）[2]

## 交通アクセス
- 吉井ICより車15分。